# Joachim Knappe (Biologe)
Joachim Knappe (* 31. März 1929 in München; † 5. Juni 2003 in Heidelberg) war ein deutscher Biologe. Von 1976 bis zu seiner Emeritierung 1997 war er Direktor des Institutes für Biologische Chemie der Universität Heidelberg, danach bis 2000 Forschungsgruppenleiter am Biochemie-Zentrum der Universität Heidelberg (BZH).
Sein Vater Heinrich Knappe war Kapellmeister und Professor für Tonkunst in München.
Nach dem Abitur an der Luitpold-Oberrealschule begann er im Sommersemester 1948 mit dem Studium an der Universität München, das er 1957 mit der Promotion über die Carboxylierung von Enzym-gebundenem Biotin bei dessen Funktion als aktivierender CO2-Überträger unter seinem Doktorvater Feodor Lynen beendete.
Anschließend beschäftigte er sich mit der anaeroben α-Spaltung von Pyruvat.
1960 wurde er von Georg Wittig als wissenschaftlicher Assistent an das Organisch-Chemische Institut der Universität Heidelberg gerufen, wo er sich 1963 mit einer Arbeit über die Coenzym-Wirkung des Biotins, zu der er Markierungsversuche, chemische und enzymatische Modifizierungen anstellte, habilitierte. 1969 wurde er dort zum ordentlichen Professor berufen. Einen Ruf auf den Lehrstuhl für Biochemie der Universität Münster hatte er 1968 abgelehnt.

## Veröffentlichungen
- mit Dorothea Kessler, Werner Herth: Ultrastructure and pyruvate formate-lyase radical quenching property of the multienzymic AdhE protein of Escherichia coli. In: The Journal of biological chemistry. Band 267, Nummer 25, September 1992, S. 18073–18079, ISSN 0021-9258. PMID 1325457.
- mit A. F. Wagner, Manfred Frey, Franz A. Neugebauer, W. Schäfer: The free radical in pyruvate formate-lyase is located on glycine-734. In: Proceedings of the National Academy of Sciences. Band 89, Nummer 3, Februar 1992, S. 996–1000, ISSN 0027-8424. PMID 1310545. PMC 48372 (freier Volltext).
- mit Hans P. Blaschkowski, Peter Grobner, Thomas Schmitt: Pyruvate Formate-Lyase of Escherichia coli: the Acetyl-Enzyme Intermediate. In: European Journal of Biochemistry. 50, 1974, S. 253–263, doi:10.1111/j.1432-1033.1974.tb03894.x.
- mit Thomas Schmitt: A novel reaction of S-adenosyl-L-methionine correlated with the activation of pyruvate formate-lyase. In: Biochemical and Biophysical Research Communications. 71, 1976, S. 1110–1117, doi:10.1016/0006-291X(76)90768-3.

## Auszeichnungen
- 1963: Stipendium der Karl-Winnacker-Stiftung der Hoechst AG
- 1997: Eduard-Buchner-Preis der Gesellschaft für Biochemie und Molekularbiologie